# Insulele Bounty

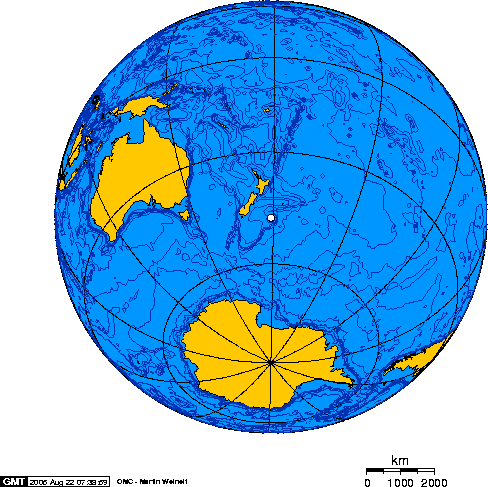
Amplasarea Insulelor

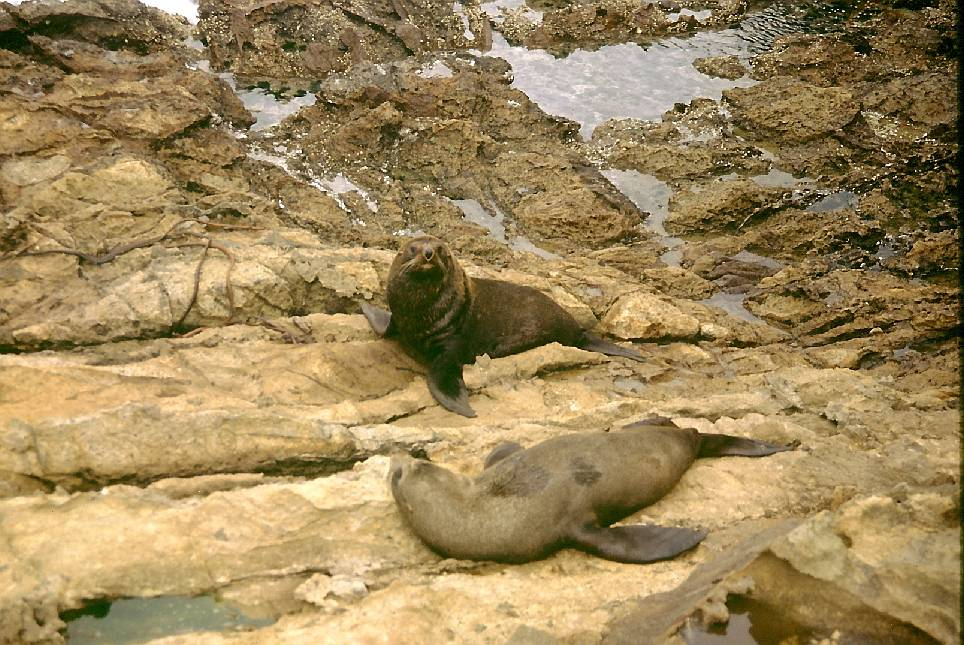
Foci

Insulele Bounty sunt un grup de insule din Pacificul de Sud. Ele aparțin din punct de vedere politic de „New Zealand Outlying Islands”, Noua Zeelandă care se află situată la nord de ele. Este un arhipelag format din 22 de insule nelocuite care se întind pe o suprafață cu un diametru de 5 km, cea mai mare dintre ele având suprafața de 1,3 km². Insulele au fost descoperite în anul 1788 de William Bligh, care a denumit insulele după numele corabiei lui Bounty. Insulele sunt amplasate la 690 km de orașul neozeelandez Christchurch. Temperatura medie anuală a regiunii este de 10° C și media anuală a precipitațiilor este între 1000-1500 mm.

## Fauna
Lumea animală de pe insule este formată din foci (Arctocephalus forsteri), care au fost aproape exterminate pe la mijlocul secolului al XIX-lea. Păsările sunt reprezentate de cormorani (Phalacrocorax ranfurlyi și Leucocarbo ranfurlyi) și pescăruși (Pachyptila crassirostris crassirostris) ca și albatroși (Diomedia cauta salvini sau Thalassarche cauta salvini), (Thalassarche cauta). Insulele sunt împreună cu Insulele Antipodului singurele unde cuibăresc pinguinii (Eudyptes sclateri).